# Sovs
Sovs eller sauce er en væske med smag, eventuelt jævnet med mel, der bruges som tilbehør til forskellige madretter. Sovsen kan være tyndt- eller tyktflydende og bruges som tilbehør sammen med eksempelvis kartofler, pasta eller ris.

## Etymologi
Det franske ord sauce kommer af det middelalderlatinske ord salsa fra latin salsus med betydningen 'saltet, salt'.
Jørgen Fakstorp antager fordanskningen sovs er skabt under påvirkning fra det plattyske saus. Både sovs og sauce brugtes på dansk allerede i midten af 1800-tallet.

## Historie
En af de første sovse, hvis navn kendes er den salte fiskesovs garum, som var udbredt i Romerriget.
Garum var en dagligvare i det græsk-romerske køkken og i middelhavsøkonomien i Romerriget, som Plinius den Ældre fra det 1. århundrede skriver i sin Naturalis Historia og som beskrevet i opskriftssamlingen Apicius' kogebog fra det 4. århundrede, der inkluderede garum blandt opskrifterne. Brugen af en fermenteret ansjossauce i Europa kan spores tilbage til det 17. århundrede.

### Det franske køkken fra 1800-tallet og frem
Nutidens saucer anses af Nana Balle for at udspringe af det franske køkken fra 1800-tallet og frem. Her klassificerede berømte mesterkokke som Antonin Carême og senere Auguste Escoffier de forskellige anvendte saucer. En udbredt typologi med udspring i denne tradition tæller fem grundsovse, som hver især har givet anledning til talrige variationer:
- Brune sovse:
  - Chutneysauce
  - Kaperssauce
  - Kastaniesauce
  - Madeirasauce
  - Whiskysauce
  - Rødvinssauce

- Hvide sovse:
  - Aspargessauce
  - Bearnaisesovs
  - Bechamelsauce
  - Champignonssauce
  - Hollandaisesauce
  - Hummersauce
  - Karrysauce
  - Persillesauce
  - Remouladesauce

## Det danske køkken
Dette afsnit eller denne liste er kun påbegyndt. Hvis du ved mere om emnet, kan du hjælpe Wikipedia ved at tilføje mere.

Frøken Jensens Kogebog giver opskrifter på en lang række sovser, baseret på grundsovserne brun, lys og hvid grundsovs.